# Astrolabe Rupes
L'Astrolabe Rupes è una struttura geologica della superficie di Mercurio.